# Alpha Circini
Alpha Circini (α Cir, α Circini) é uma estrela na constelação de Circinus. Com uma magnitude aparente visual de 3,19, é a estrela mais brilhante da constelação. Medições de paralaxe mostram que está a uma distância de 54,0 anos-luz (16,57 parsecs) da Terra.
Esta é uma estrela variável do tipo α² CVn e também uma estrela Ap de oscilação rápida. Possui vários ciclos de pulsação não radiais com um ciclo dominante de 6,8 minutos. Seu espectro apresenta características peculiares causadas por estratificação química da atmosfera estelar exterior. Apresenta uma deficiência moderada de carbono, nitrogênio e oxigênio, enquanto há superabundância de crômio (Cr). O tipo espectral de A7 Vp SrCrEu indica que esta é uma estrela de classe A da sequência principal com níveis elevados de estrôncio (Sr), crômio e európio (Eu) em sua atmosfera (comparada com uma estrela típica como o Sol).
A massa de Alpha Circini é de cerca de 150% a 170% da massa do Sol e possui o dobro do raio solar, enquanto está brilhando com mais de 10 vezes a luminosidade solar. Sua atmosfera possui uma temperatura efetiva de aproximadamente 7 500 K, o que lhe dá o brilho branco típico de estrelas de classe A. Está rotacionando com um período de 4,5 dias e seu polo está inclinado em cerca de 37 ± 4° em relação à linha de visão da Terra.
A 16 segundos de arco de Alpha Pictoris está uma estrela companheira, de magnitude aparente 8,47 e tipo espectral K5V. Está a uma separação física de pelo menos 260 UA da estrela principal e tem um período orbital de pelo menos 2 600 anos. O segundo lançamento de dados da sonda Gaia indica que essa estrela tem uma paralaxe de 60,74 ± 0,04 mas, o que confirma que está aproximadamente à mesma distância da primária.
Com base em sua localização e movimento pelo espaço, Alpha Circini é um possível membro do grupo cinemático conhecido como grupo Beta Pictoris. Esse grupo possui origem comum há cerca de 12 milhões de anos e movimento pelo espaço parecido. Na época do nascimento desse grupo, estima-se que Alpha Circini estava a uma distância de cerca de 94 anos-luz (28 parsecs) do centro da associação.